# Barcita rufescens
Barcita rufescens là một loài bướm đêm trong họ Noctuidae.